# 関本徹生
関本 徹生（せきもと てつお、1953年(昭和28年)12月17日 - ）は、日本のアーティスト、クリエーター。元京都造形芸術大学 芸術学部教授。
作家活動と並行しながら独自のアートフィールドワーク(アーティスト目線)から、地域活性化に携わり、数多くの産官学宗連携事業を実施し、地域振興・活性化に新たな展開を広げ、注目と評価を得ている。企画から制作・施工まで一貫する事も実施している。また古代史、地質（地形）、歴史、科学等とアートに限らず、幅広い分野で講座も展開中。和歌山県出身。

## 人物
- 高校在学中からアート活動を始める[2]。
- アフリカにおいて赤いペンキで赤道線を描くなど、アースアートからパフォーマンス活動へ発展し、500回以上の公演を実施。パフォーマンスで訪れた国は20カ国を超える[2]。
- 1990年頃より、アートディレクターとして商業施設のディスプレイ・オブジェの企画制作開始。手懸けた作品は5000点を超え、空間環境デザインの作品を評価する各賞に毎年複数受賞[2]。
- 舞台美術(WAHAHA本舗・狂言・ミュージカル等)や多くのミュージシャン(坂田明、渡辺香津美、清水興等)とのコラボレーションも実施[2]。
- 2000年から2001年にかけて、廃マネキンを再利用したアートマネキン「108煩悩プロジェクト」を実施。全国にアートキャラバンを展開している。
- 2001年に京都造形芸術大学非常勤講師。2005年に同大教授に就任。2016年5月退職。
- 2005年以降、多くの産官学連携事業に携わり、年間約20プロジェクトを手がける。また独自のアートフィールドワーク(アート目線)を実施しており、地域振興・活性化に新たな展開を広げ、注目と評価を得ている。

## 主な空間演出の実績
- 石井竜也による「グランドエンジェル」6mの造形物制作
- 井上道義によるオペラ「ブリリアント･モーツァルト」舞台美術制作
- 「京都府植物園」映像演出
- 「関西電力ショールーム」空間演出（2006年、2007年）
- 「藤井大丸ウィンドウディスプレイ」（2003年〜2013年）
- 「つのだ☆ひろ」コンサート演出
- 「デジタルライティング」の演出制作
- 「やましろミュージアム」映像演出

## 主な産官学宗連携の実績

### 制作
- 新熊野神社「立体曼陀羅」制作
- イザナギ神宮 「35柱神々のモニュメント」制作
- ワールド フラクサスウィンドウディスプレイ（2011年〜）
- 伏見・納屋町商店街空間演出（2012年〜）
- 下鴨神社 式年遷宮 巨大八咫烏(行灯型)制作
- 真田丸ジオラマ制作　など

### 芸術による地域振興・活性化
- 歴史遺産の活用活性化事業(京都市東山区の登り窯) 企画制作
- 京都パリ ものづくり交流再生
- 奈良県五條市 旧家再生計画」
- 広島県三次市 酒蔵再生計画
- 京都市東山区地域振興（2005年〜）
- 180年ぶりに復活した“ねぶた”のルーツ粟田大燈呂（2008年〜）
- 島根県温泉津 地域振興
- 島根県海士町(隠岐) 行商人プロジェクト
- 空き家活性化・流通事業
- 世界遺産 高野山 戦国ルネッサンス事業
- ものづくりルネッサンス 職人調査
- 京都市東山区との協働事業「手しごと職人のまち東山再発見プロジェクト」
- 京都市東山区 鍾馗神社 建立
- 京都市東山区今熊野猿楽プロジェクト（2013年〜）

### 地域歴史の復活・再生
地域振興・活性化の中で、アートの目線によるフィールドワークの実施により、忘れ去られた、埋もれてしまった資源などを再発掘し、復活・再生させた取り組み。
- 京都市東山区西福寺「熊野観心十界図 地獄絵絵解き」口頭伝承文化の再生（2006年〜2015年）
- 京都市東山区粟田神社 180年ぶりに復活した“ねぶた”のルーツ「粟田大燈呂」（2008年〜2015年）
- 京都市東山区今熊野神社 650年の歴史を超えて再現公演「今熊野猿楽」（2013年〜）
- 京都市東山区若宮八幡宮社 半世紀(50年)ぶりに蘇る「陶器人形」（2014年〜）

## 作品集
- 「南方元気・楽（ロード）説」（ブレーンセンター／1998）[3]
- 「百八煩悩冒険物語」（青心社／2002）[4]
- 「十二支 新釈姿図　掛軸」（京都造形芸術大学／2011）

その他、4ｍの「88体のモノ喰うモノたち　絵巻物」などもある。
また、共著に「平安京のコスモロジー」（創元社／2010）、「マネキンのすべて　続編1996－2010」がある。